# Zoltán Boros
Zoltán Boros (* 16. června 1945) je slovenský politik maďarské národnosti, po sametové revoluci československý poslanec Sněmovny národů za hnutí Együttélés, v 90. letech poslanec Národní rady SR, pak regionální a místní politik za Stranu maďarské koalice.

## Biografie
Ve volbách roku 1990 kandidoval do slovenské části Sněmovny národů (volební obvod Středoslovenský kraj) za Együttélés, respektive za koalici Együttélés a Maďarského křesťanskodemokratického hnutí. Mandát nabyl až dodatečně jako náhradník v květnu 1991 poté, co rezignoval István Miklós. Poslanecký post obhájil ve volbách roku 1992. Ve Federálním shromáždění setrval do zániku Československa v prosinci 1992.
V parlamentních volbách na Slovensku roku 1994 byl zvolen poslancem Národní rady Slovenské republiky za střechovou kandidátní listinu Maďarská koalícia.
V roce 2012 mu město Rimavská Sobota rozhodlo udělit Cenu města. Působil zde předtím jako přednosta okresního a později obvodního úřadu a dlouhodobě zasedal v městském zastupitelstvu i krajském zastupitelstvu (uspěl za SMK v krajských volbách 2001 i krajských volbách 2005 v Banskobystrickém kraji).